# Copa Raimundo Tupper
La Copa Raimundo Tupper Lyon fue la copa en disputa en un partido de fútbol amistoso que enfrentó al Deportivo Saprissa de Costa Rica y la Universidad Católica de Chile, el día 23 de julio de 2011, en el Estadio Ricardo Saprissa de la ciudad de San José.

## Desarrollo
El conjunto chileno, Universidad Católica, conmemoró el decimosexto aniversario de la muerte del exjugador cruzado Raimundo Tupper, disputando este partido de carácter amistoso ante el Deportivo Saprissa.
Además, se realizó la despedida del fútbol del defensor de Deportivo Saprissa Víctor Cordero.
El ganador de la Copa Raymundo Tupper Lyon fue el Deportivo Saprissa, que derrotó a la Universidad Católica por 2 a 0, con 2 goles del delantero Josué Martínez.
Estuvieron presentes en el estadio el padre del fallecido jugador, el señor Andrés Tupper, y el hermano del Mumo, Andrés Tupper Lyon.

## Partido
| 23 de julio de 2011 | Saprissa         | 2:0 (0:0) | Universidad Católica | Estadio Ricardo Saprissa, San Juan de Tibás, Costa Rica |                            |
|                     | Martínez 82' 90' | Reporte   |                      | Árbitro(s): Henry Bejarano                              | Árbitro(s): Henry Bejarano |